# Skola

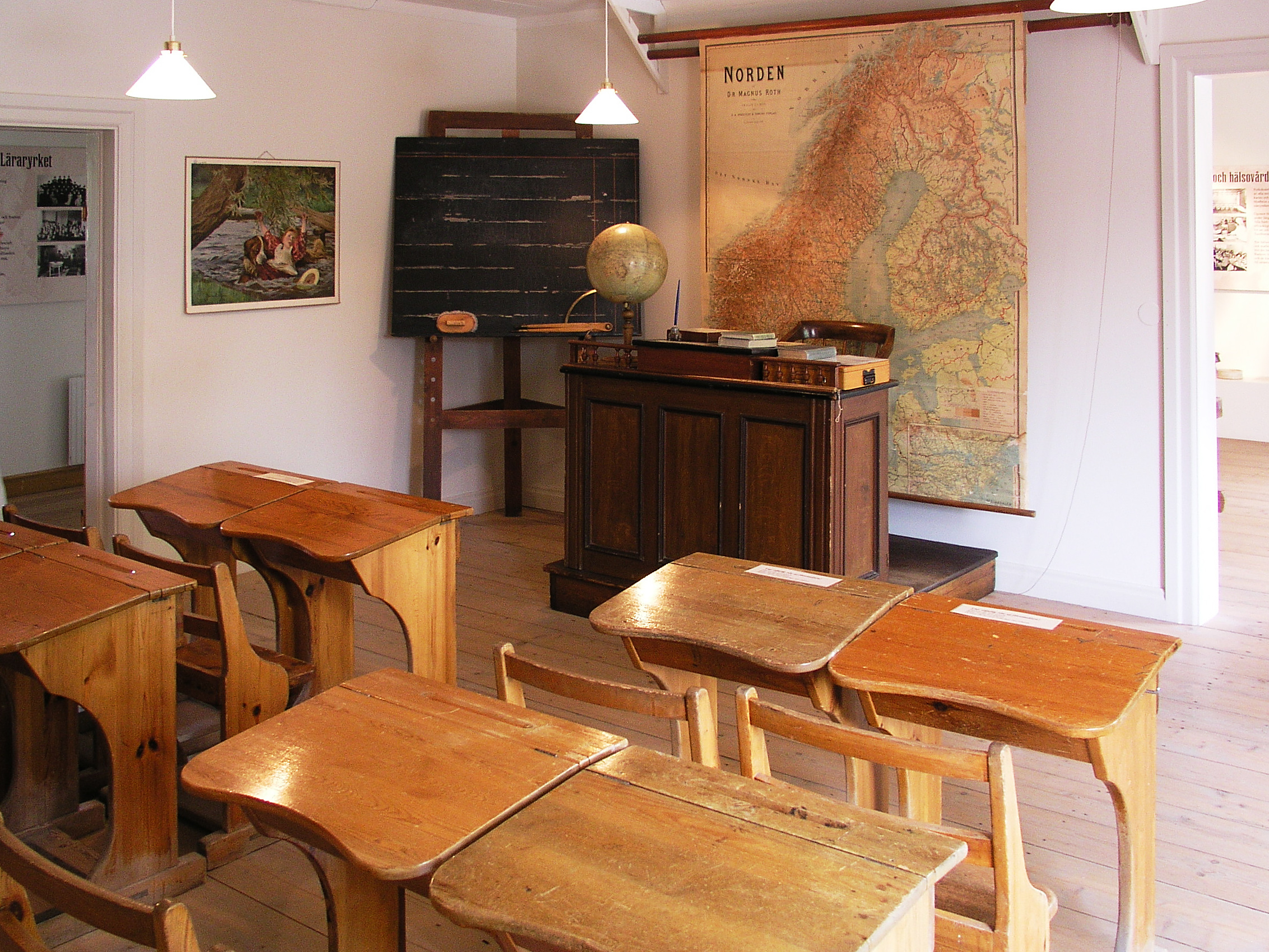
Museiklassrum från Gamla Linköping i Linköping. Bilden avspeglar en skola från åren före 1930.

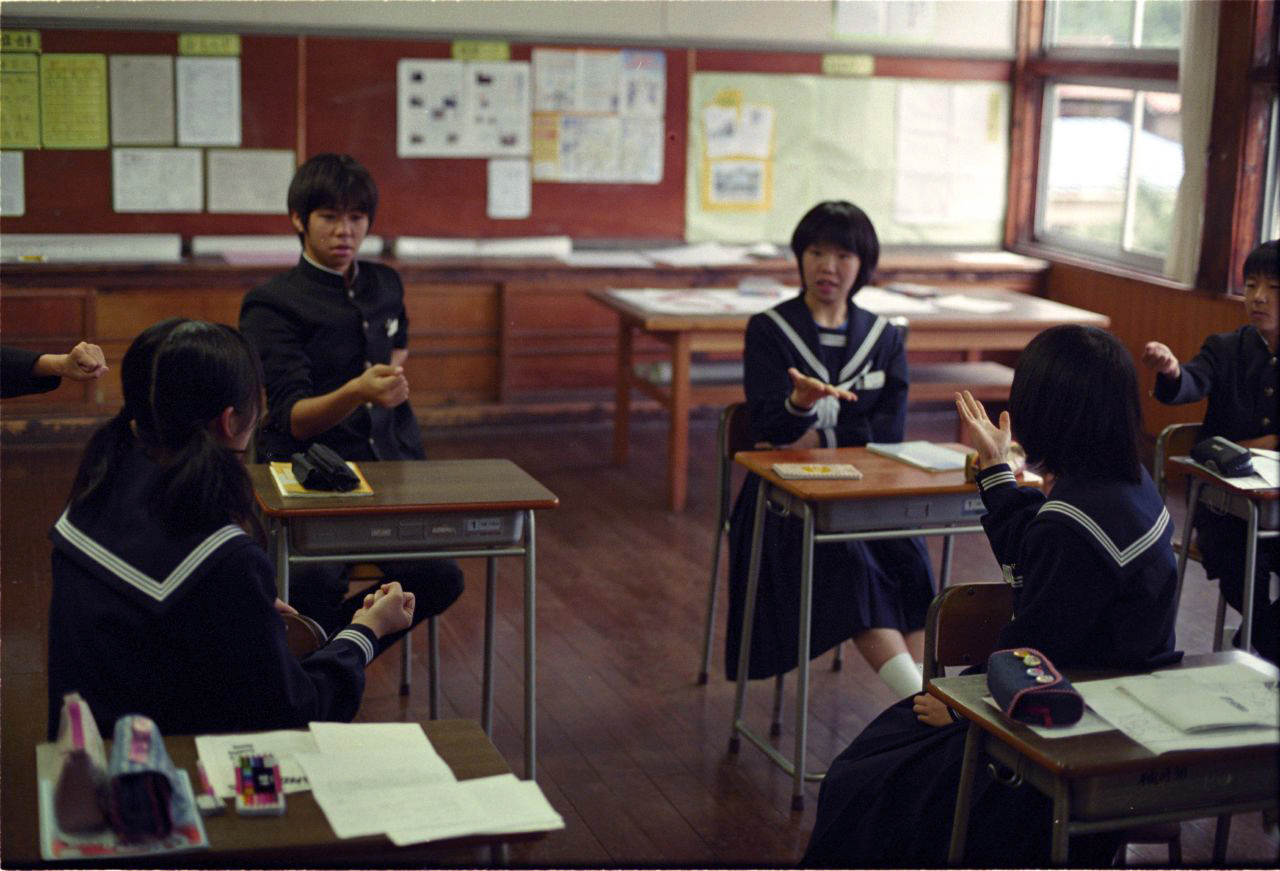
Skola i Japan.

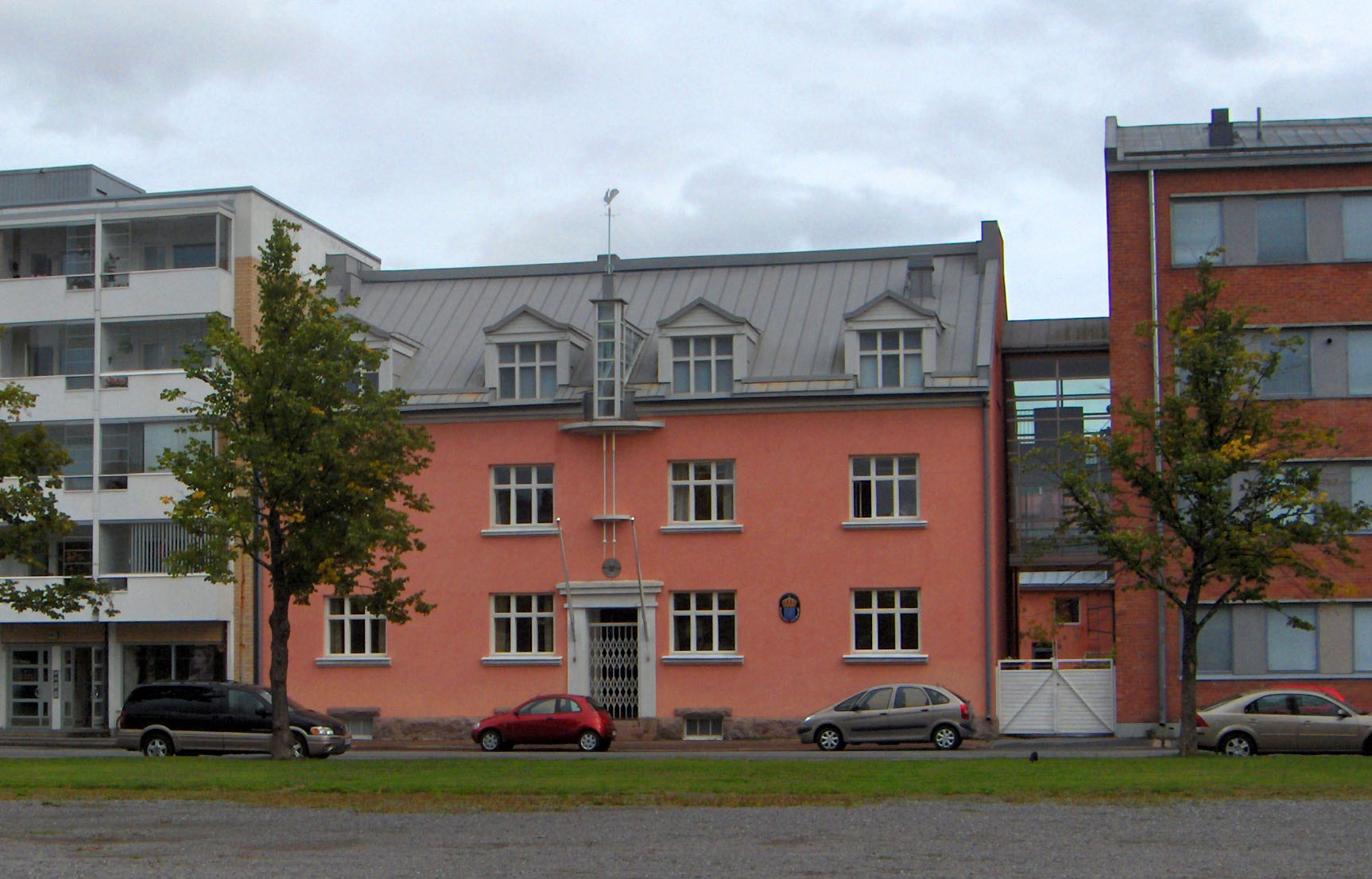
Björneborgs svenska samskola.

En skola är en institution där elever, eller studerande, under ledning av lärare kan tillägna sig utbildning. Praktiskt taget alla länder har egna skolväsen där den grundläggande utbildningen ofta är omkring nio år, därefter gymnasium och därefter universitet och högskolor. På lägre nivåer är skolinstitutionerna reglerade så att anpassade lokaler, utbildad personal, olika former av skolplikt, pedagogik, metodik och ämnesinnehåll tillsammans skall klara av att förmedla den kunskap, kultur, information och de färdigheter som respektive lands befolkning anser vara av vikt för de blivande myndiga medborgarna. Institutionen har funktionen massmedium. och består ifall den är statlig av ett påbud från allmänheten. Påbudet är som regel stadfäst i en skollag.
Skolledning är ett begrepp som används för att beskriva de som har det yttersta ansvaret för en skolas verksamhet. Skolans rektor har ledningsansvar för en skolenhet. Endast en rektor per skolenhet får kallas rektor. En rektor kan dock vara rektor för flera skolenheter. Det viktiga är att varje skolenhet leds av en enda rektor och att det är tydligt vem som har ansvar för ledningen och samordningen av det pedagogiska arbetet på skolenheten. Varje skola ska ha en rektor.
Begreppet "skolenhet" syftar på skolan i fysisk mening, alltså de byggnader och lokaler där huvudmannen bedriver sin verksamhet.

## Etymologi
Ordet "skola" härleds etymologiskt från grekiskan σχολή (scholē), med betydelsen "ledighet", "vila". Skola var således en plats för några som givits ledighet, vila – i motsats till arbete.

## Historik

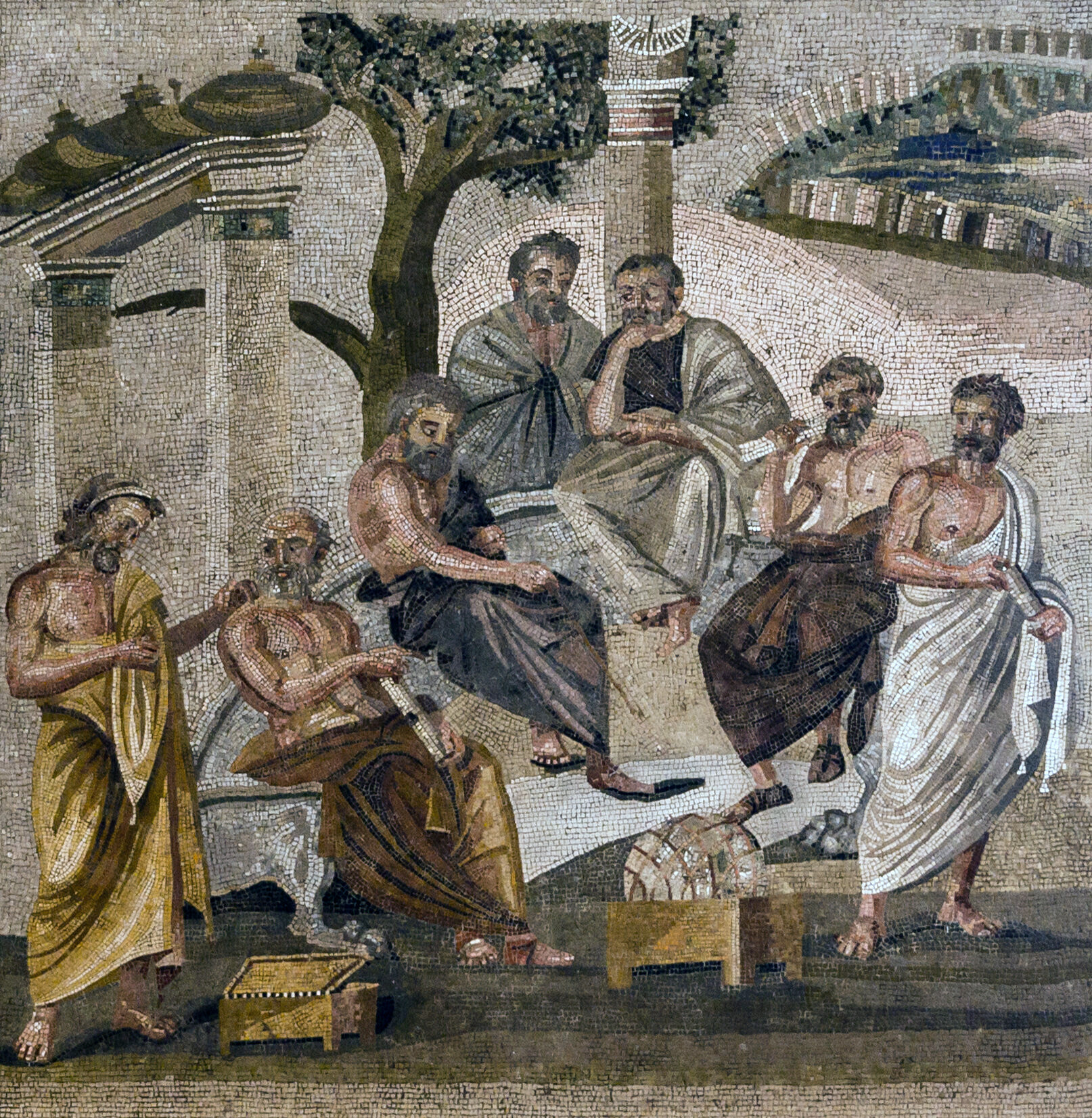
Platons akademi, mosaik i Pompeji.

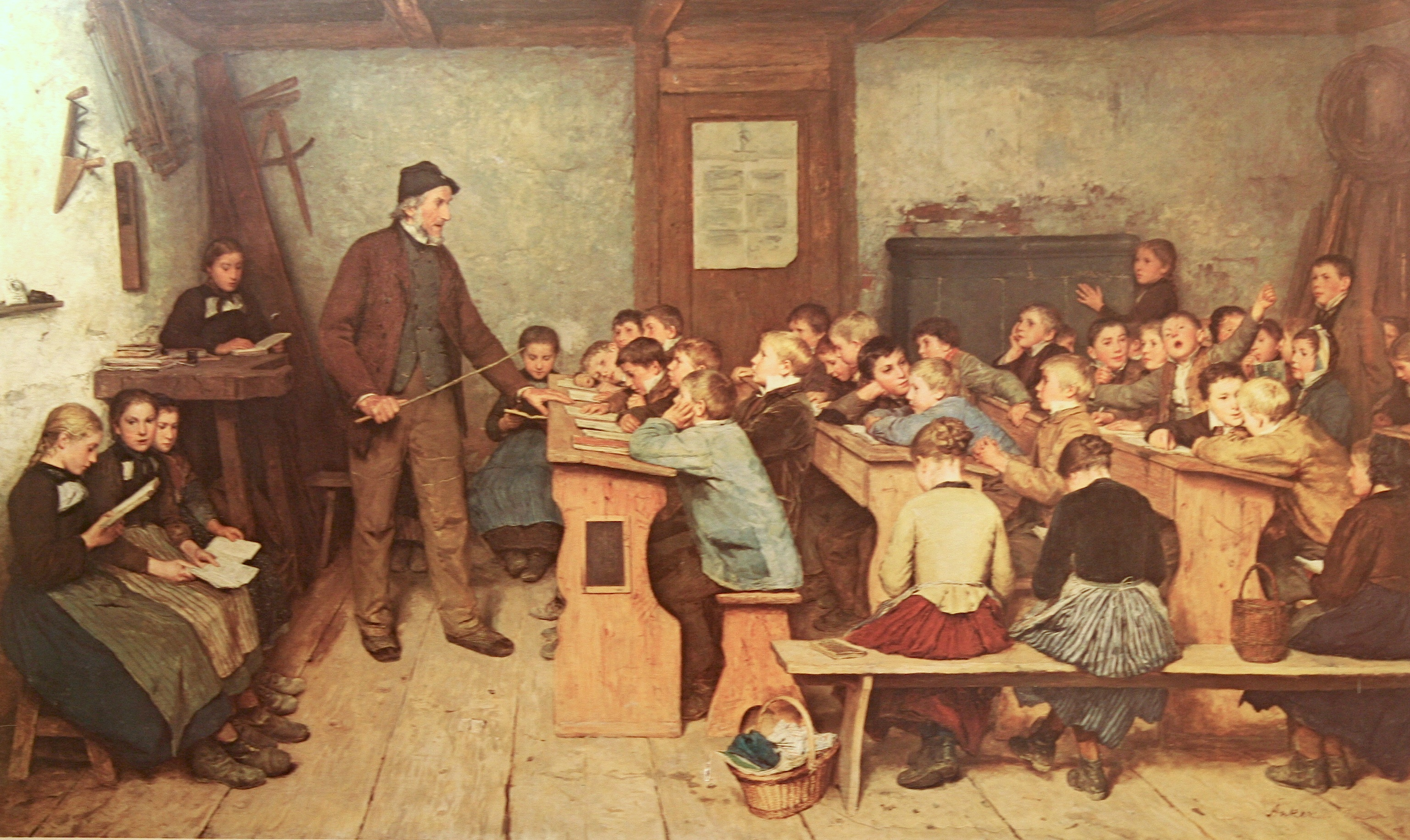
Byskolan, målning av Albert Anker från år 1896.

Idén och praktiken att låta elever lära sig i grupp, i en gemensam (central) lokal, har funnits åtminstone sedan Antiken. Formella skolor med verksamhet på fritiden, efter arbetet, fanns i antika Grekland, men också i antika Rom, antika Indien, antika Kina och i Bysans.

## Europa
I Europa uppstod universitet under 1100-talet. Här var skolastiken, en filosofisk tradition som sökte resonera sig fram till bevis för de kristna lagarna och där Aristoteles tänkande spelade stor roll, en viktig utgångspunkt.

### Sverige
Det svenska skolväsendet består av förskola, förskoleklass, grundskola, fritidshem, specialskola, sameskola, särskola, gymnasieskola, vuxenutbildning (inklusive folkhögskola och svenska för invandrare), yrkeshögskola samt högskolor och universitet. Utbildningen bedrivs antingen i offentlig regi (stat, kommun eller landsting) eller i enskild regi (så kallad friskolor) eller som privatskola.
Ansvaret för skolväsendet i Sverige är delat mellan stat och kommun. Staten beslutar om övergripande lagar, fastställer kursplaner och läroplaner, utbildar lärare samt utövar tillsyn över verksamheten. Det är Statens skolverk som är ansvarig tillsynsmyndighet för skolväsendet. Kommunerna ansvarar för innehållet i utbildningen och att försäkra att alla invånare får rätt till utbildning.
Ordet "skola" används normalt om för-, grund- och gymnasieskola, och inte om postgymnasial utbildning, såsom högskolor, universitet och andra akademiska institutioner.
I Sverige fanns 10 712 skolor registrerade höstterminen 2015.